# Xavi Vierge

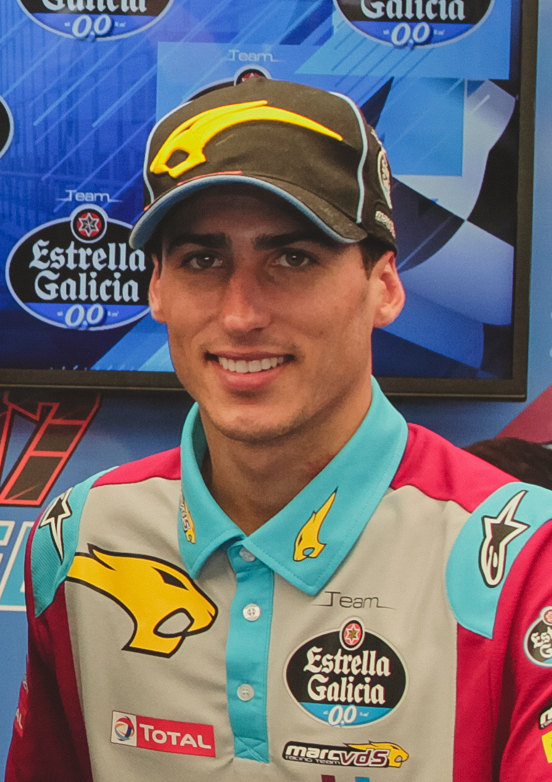
Xavi Vierge in 2019

Xavier Vierge Zafra (Barcelona, 30 april 1997) is een Spaans motorcoureur.

## Carrière
Vierge nam aan het begin van zijn motorsportcarrière vooral deel aan nationale kampioenschappen. In 2012 en 2013 kwam hij uit in het Spaanse Moto3-kampioenschap, waarin hij achtereenvolgens op de plaatsen 15 en 27 in het klassement eindigde. In 2014 stapte hij over naar het Spaanse Moto2-kampioenschap, waar hij op het Circuito de Navarra een race won en met 111 punten vierde werd in de eindstand. In 2015 behaalde hij in deze klasse zes overwinningen en vier andere podiumfinishes in elf races. Echter eindigde hij achter Edgar Pons als tweede in het kampioenschap met 226 punten als gevolg van een uitvalbeurt op het Circuit de Barcelona-Catalunya. Dat jaar debuteerde hij tevens in de Moto2-klasse van het wereldkampioenschap wegrace op een Tech 3 vanaf de race in Indianapolis als permanente vervanger van Ricard Cardús. Hij kwam in deze races niet tot scoren en een zestiende plaats in Aragón was zijn beste resultaat.
In 2016 reed Vierge zijn eerste volledige seizoen in het wereldkampioenschap Moto2 op een Tech 3. Hij scoorde zijn eerste punten met een veertiende plaats in Argentinië en behaalde zijn beste resultaat met een achtste plaats in Maleisië. Met 37 punten werd hij twintigste in het kampioenschap. Hij was hierbij tevens de beste rookie; hij scoorde een punt meer dan Miguel Oliveira. In 2017 eindigde hij regelmatig in de top 10, maar moest hij door verschillende blessures drie races missen. Tegen het einde van het seizoen behaalde hij in Japan wel zijn eerste podiumfinish. Met 98 punten werd hij elfde in het eindklassement.
In 2018 stapte Vierge binnen de Moto2 over naar een Kalex. In de tweede race in Argentinië behaalde hij zijn eerste pole position, maar in de race werd hij tweede achter Mattia Pasini. In Oostenrijk liep hij een blessure op na een crash met Steven Odendaal, waardoor hij twee races moest missen. In Australië behaalde hij desondanks zijn tweede podiumfinish van het seizoen. met 131 punten kende hij zijn beste seizoen in de klasse, die hij wederom afsloot op de elfde plaats.
In 2019 behaalde Vierge opnieuw pole position in Argentinië, maar vanwege een probleem in de opwarmronde kon hij de race niet starten. De rest van het seizoen werd ook gekenmerkt door pech: in totaal viel hij in acht van de negentien races uit en een vierde plaats in Maleisië was zijn beste resultaat. Met 81 punten werd hij dertiende in het kampioenschap.
In 2020 kwam Vierge in de Moto2 uit voor het team Petronas Sprinta Racing op een Kalex. Hij behaalde een pole position in Europa, maar kwam tijdens de races nooit verder dan een vierde plaats in San Marino. Met 79 punten werd hij tiende in het klassement. In 2021 stond hij in Catalonië voor het eerst sinds 2018 weer op het podium. Met 93 punten werd hij elfde in de eindstand.
In 2022 stapt Vierge over naar het wereldkampioenschap superbike, waarin hij uitkomt voor het fabrieksteam van Honda.